# Igor Anić
Igor Anić (Mostar, 12 de junio de 1987) es un jugador de balonmano francés que juega como pívot en el Daido Steel Phenix. Es internacional con la selección de balonmano de Francia.
Con la selección ha ganado la medalla de oro en el Campeonato Mundial de Balonmano Masculino de 2015 y en el Campeonato Europeo de Balonmano Masculino de 2014.

## Palmarés

### Montpellier
- Liga de Francia de balonmano (3): 2004, 2005, 2006
- Copa de Francia de balonmano (2): 2005, 2006
- Copa de la Liga (4): 2004, 2005, 2006, 2007

### Kiel
- Liga de Alemania de balonmano (3): 2008, 2009, 2010
- Copa de Alemania de balonmano (2): 2008, 2009
- Liga de Campeones de la EHF (1): 2010
- Supercopa de Alemania de balonmano (1): 2008

### Nantes
- Copa de la Liga (1): 2015

### Celje
- Liga de balonmano de Eslovenia (2): 2018, 2019
- Copa de Eslovenia de balonmano (1): 2018

## Clubes
- Montpellier HB (2003-2007)
- THW Kiel (2007-2010)
- VfL Gummersbach (2010-2012)
- Cesson-Rennes MHB (2012-2014)
- HBC Nantes (2014-2015)
- THW Kiel (2015-2016)
- HBC Nantes (2016)
- USM Saran (2016-2017)[3]
- RK Celje (2017-2019)
- Cesson-Rennes MHB (2019-2021)
- Daido Steel Phenix (2021- )